# Okręg wyborczy Bexley
Okręg wyborczy Bexley powstał w 1945 r. i wysyłał do brytyjskiej Izby Gmin jednego deputowanego. Okręg obejmował dystrykt Bexley w południowo-wschodnim Londynie. Został zlikwidowany w 1974 r.

## Deputowani do brytyjskiej Izby Gmin z okręgu Bexley
- 1945–1946: Janet Adamson, Partia Pracy
- 1946–1950: Ashley Bramall, Partia Pracy
- 1950–1974: Edward Heath, Partia Konserwatywna